# Převod

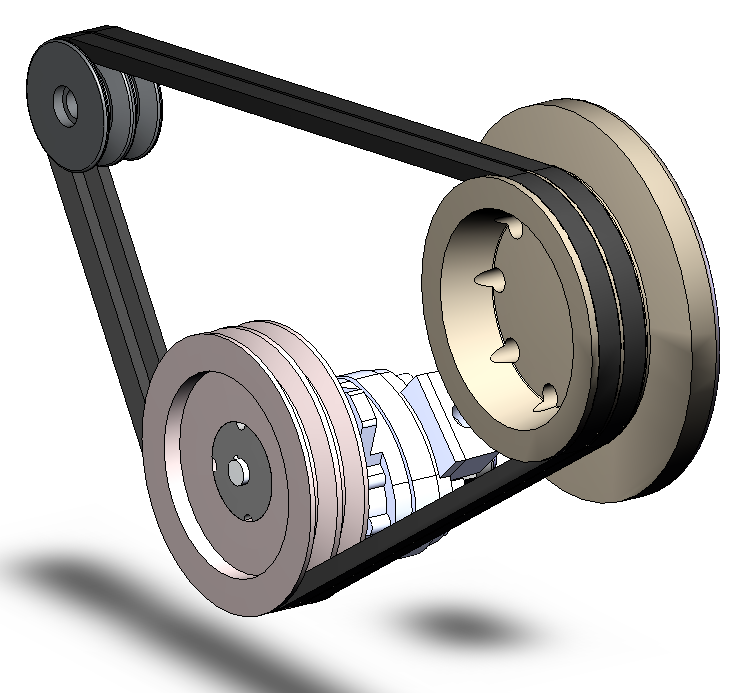
Převod klínovými řemeny

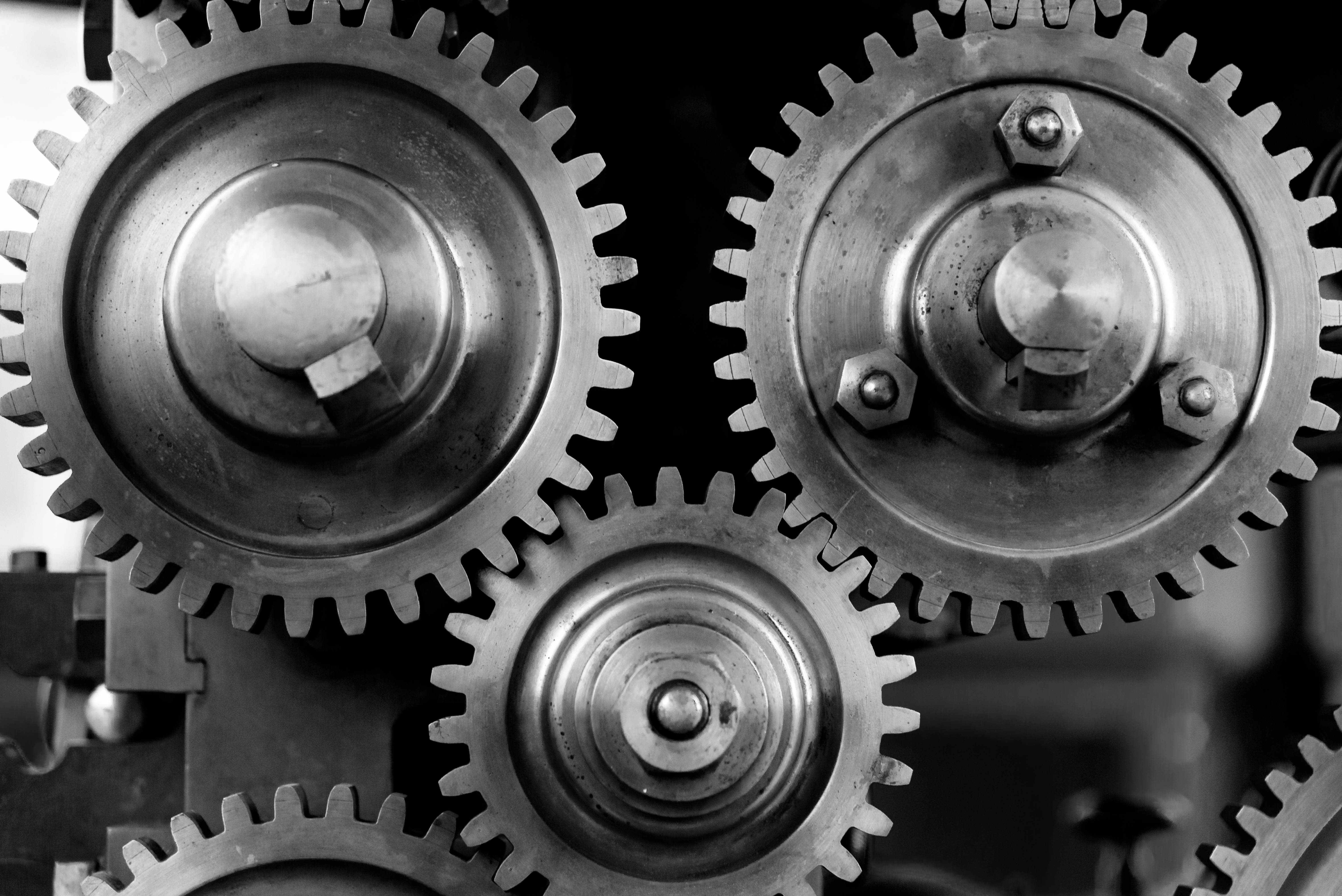
Ozubený převod (tiskařský lis)

Šnekový převod

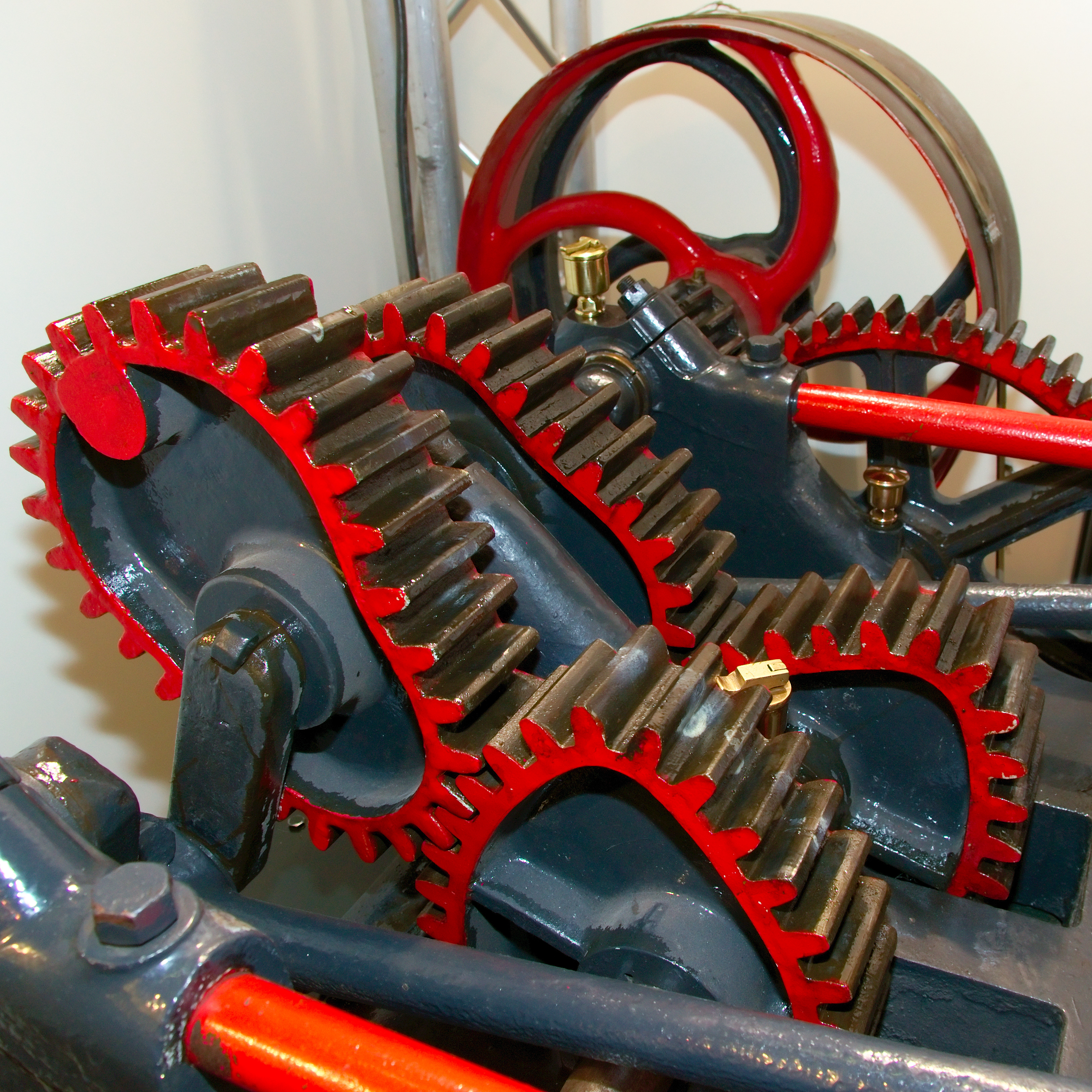
Čerpadlo Girodias s nerovnoměrným převodem

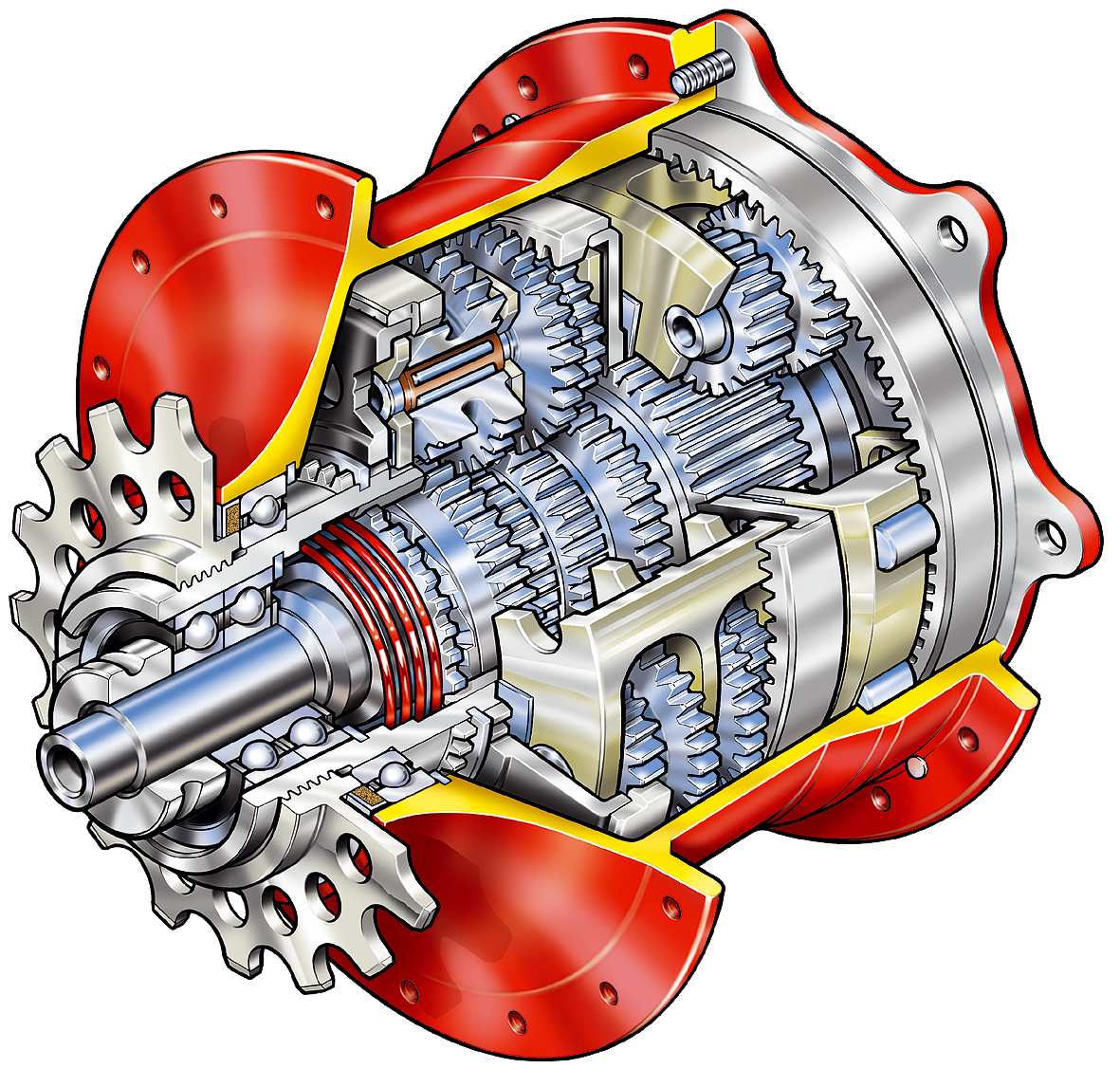
14stupňová převodovka jízdního kola

Převod je část stroje, která přenáší mechanickou energii a točivý moment z hnací hřídele na hřídel hnanou, často se změnou rychlosti otáčení. Poměr mezi otáčkami hnacího a hnaného kola se rovná obrácenému poměru průměrů hnaného a hnacího kola, u ozubených převodů také poměru počtu zubů obou kol. Energie se může přenášet třením na obvodě kol, vnějším nebo vzácněji vnitřním ozubením kol nebo koly (řemenicemi) opásanými řemenem. Má-li hnací kolo větší průměr než hnané, je to převod do rychla, má-li naopak hnací kolo menší průměr než hnané, je to převod do pomala (redukce). Oba hřídele mohou být rovnoběžné a převod je pak rovinný, kdežto pokud se jejich osy protínají, je to převod úhlový, nejčastěji s úhlem 90°. Pokud se přenosu účastní dvě kola a dva hřídele, je to převod jednoduchý, převod s více hřídeli a koly je převod složený. Převodový poměr složeného převodu je roven součinu převodových poměrů všech párů kol, které se přenosu účastní. Ozubené převody se často sdružují do převodových skříní čili převodovek, běžné například automobilové převodovky umožňují i stupňovitou změnu převodového poměru.

## Parametry převodů
Při volbě a konstrukci převodů se sledují tyto hlavní parametry:
- vzdálenost a vzájemná poloha os otáčení obou hřídelů
- maximální přenášený výkon
- účinnost převodu
- převodový poměr
- maximální rychlost otáčení
- hlučnost
- výrobní náklady
- nároky na údržbu atd.

## Hlavní druhy převodů
- Třecí převod, který se odehrává jen třením na obvodě dvou kol, je výrobně jednoduchý, přenos je plynulý, ale málo spolehlivý, neboť při větším zatížení začne prokluzovat. Přesto se po druhé světové válce v Itálii a ve Francii velmi rozšířily levné benzinové pomocné motorky na jízdní kola, které třecím převodem poháněly pneumatiku zadního kola. Třecí převod se používá i k realizaci převodu s plynule proměnným převodovým poměrem (viz níže).
- Častější je převod řemenový, kde hnací i hnané kolo (řemenici) obepíná společný řemen. Výhodou je i to, že hřídele mohou být vzdálenější a jednoduchým překřížením řemene lze obrátit směr otáčení hnaného hřídele. Řemenovým převodem se poháněly tisíce továrních strojů v 19. století, když zdrojem energie byl společný parní stroj. I řemen může ovšem podklouznout, čemuž se lze bránit větším napětím řemene, mazáním řemene nebo jeho tvarem. Ve strojírenství se často používají pružné klínové řemeny, které se při větším tahu vtlačí hlouběji do klínové drážky na obvodu řemenice, takže se řemen někdy spíše přetrhne než že by proklouzl.
- Ozubený převod obstarávají ozubená kola, buď přímo nebo prostřednictvím ozubeného řemene či válečkového řetězu. Ozubený převod je velmi spolehlivý a má řadu variant, je však výrobně nákladnější a náročnější na přesné dodržení rozteče kol. Bývá také hlučnější a může mít i menší účinnost. Ozubené převody mohou být rovinné, úhlové, hypoidní atd., vyrábějí se ve velkém rozsahu rozměrů a výkonů od náramkových hodinek až po válcovací stolice. Pro vyšší rychlosti se kvůli menší hlučnosti užívají kola se šikmým ozubením, pro největší výkony s ozubením šípovitým.
- Šnekový převod je úhlový převod s velkým převodovým poměrem a zpravidla jednosměrný. Hnací je vždy šroub, který zabírá do kola se šnekovým ozubením, kdežto v opačném směru je převod zpravidla samosvorný. Převodový poměr je dán počtem zubů kola, u vícechodého šroubu děleným počtem chodů. Užívá se pro pomalé pohyby a velké síly i pro jemné pohyby měřicích zařízení apod.
- Hydraulický převod se skládá z čerpadla a turbiny a přenáší energii nejčastěji pohybem dvou souosých lopatkových (turbinovitých) kol v hydraulické kapalině. Mezi hlavní výhody patří malá hlučnost a značná pružnost v dosti širokém rozsahu převodových poměrů. Proto se užívá hlavně u automatických a poloautomatických převodovek motorových vozidel.
- Nerovnoměrné převody se užívají tam, kde se úhlová rychlost hnaného hřídele má v průběhu každé otáčky měnit. Nejjednodušší příklad s převodovým poměrem 1:1 představují dvě shodná eliptická kola, jejichž velké osy jsou na sebe kolmé. Obecně se realizují ne-kruhovými ozubenými koly. která ovšem v každé poloze musí do sebe zabírat, čili v každé poloze musí součet délek poloměrů (průvodičů bodu záběru) být roven vzdálenosti mezi středy otáčení obou kol. Nekruhová ozubená kola se používala například u tiskařských strojů. Protože jsou náročná na výrobu, nahrazují se vačkami, krokovými motory apod.

- Převody s plynule měnitelným poměrem (CVT) lze konstruovat jako mechanické, například jako dva páry kuželů (s velkým vrcholovým úhlem, např. 120°), mezi nimiž probíhá klínový řemen. Kužely se na společných hřídelích posouvají k sobě a od sebe tak, aby řemen zůstal napjatý. Pokud se kužely hnacího hřídele k sobě přiblíží, vytlačí řemen na větší poloměr, kdežto kužely hnaného hřídele se musí od sebe vzdálit. Tím se plynule mění převodový poměr, ovšem za cenu větších výrobních nákladů i ztrát. Plynulou změnu převodního poměru přirozeně umožňují hydraulické převody.

## Galerie

Planetový převod se stojícím prstencem
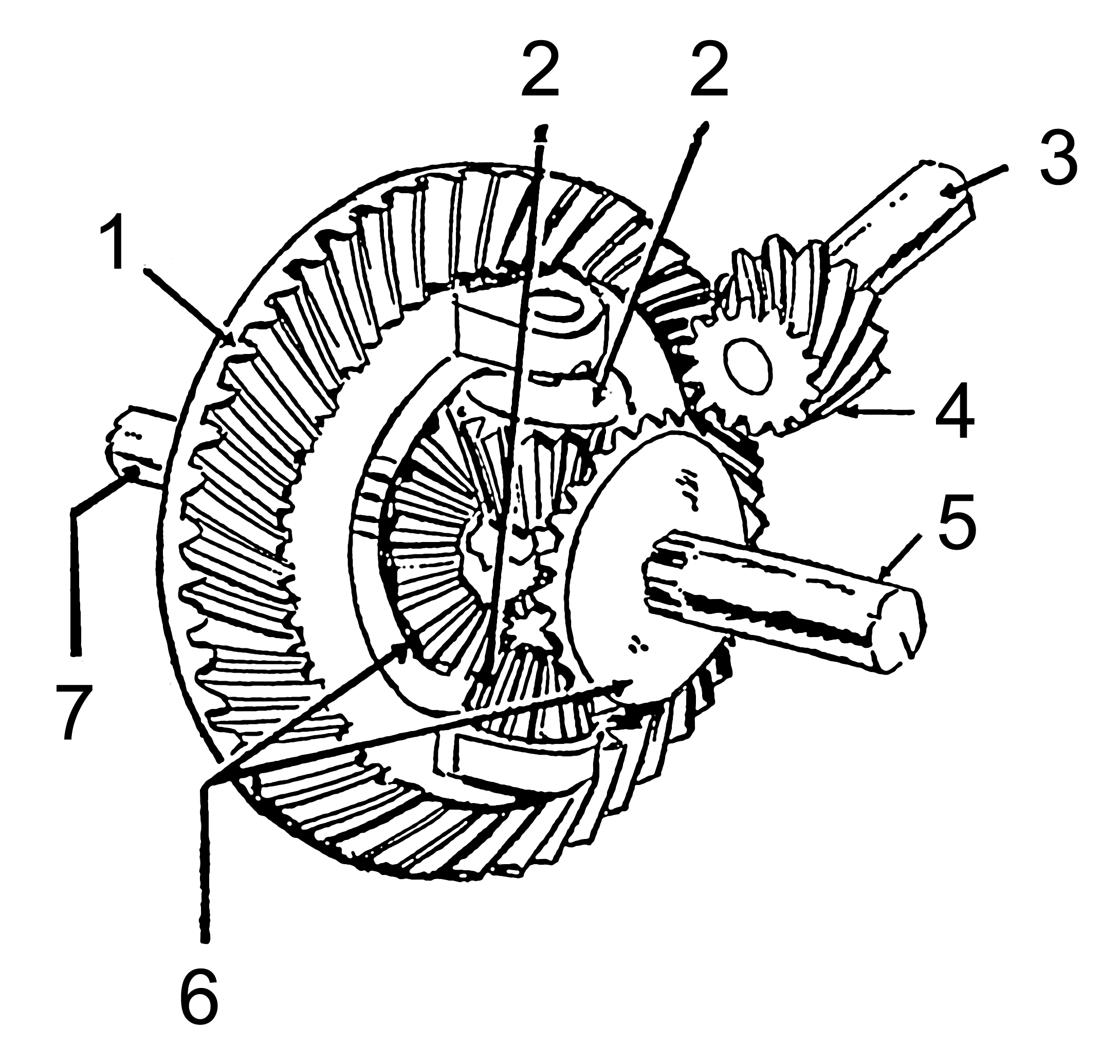
Diferenciál: 1 – talířové kolo, 2 – satelitní kola, 3 – vstupní hřídel, 4 – kuželové kolo, 5 a 7 – výstupní hřídele, 6 – planetová kola
Schéma mechanického variátoru
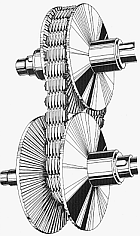
Van Doornův variátor, převod s plynule měnitelným poměrem